# Östtysklands damlandslag i basket
Östtysklands damlandslag i basket representerade det tidigare Östtyskland i basket på damsidan. Laget tog brons i Europamästerskapet 1966 samt slutade på fjärde plats vid världsmästerskapet 1967.

### Fotnoter
1. ↑  Todor Krastev (11 mars 1966). ”Women Basketball European Championship 1966 Sibiu, Cluj (ROM) - 02-09.10 Winner Soviet Union” (på engelska). Sport Statistics. Arkiverad från originalet den 4 juli 2015. https://web.archive.org/web/20150704004731/http://todor66.com/basketball/Europe/Women_1966.html. Läst 17 juni 2015.
2. ↑  Todor Krastev (11 mars 1967). ”Women Basketball World Championship 1967 Prague (TCH) - 15-23.04 Winner Soviet Union” (på engelska). Sport Statistics. Arkiverad från originalet den 6 september 2011. https://web.archive.org/web/20110906004644/http://todor66.com/basketball/World/Women_1967.html. Läst 24 juni 2015.